# Towy
Towy (River Towy in inglese, Afon Tywi in gallese) è un fiume del Galles, in Gran Bretagna, lungo poco più di 121 km. Il fiume è noto per la pesca di trote e salmoni.
Il fiume nasce a 15 km dal Teifi, sulle pendici inferiori del Crug Gynan nei monti Cambrici, scorrendo attraverso la foresta che segna il confine tra Ceredigion e Powys.
Il fiume scorre verso sud-ovest attraverso il Carmarthenshire, passando per le città di Llandovery e Llandeilo. A Carmarthen si unisce ad un importante affluente, il fiume Gwili, ad Abergwili. Infine, il Towy sfocia nella baia di Carmarthen a est di Pendine, in un estuario che condivide con il fiume Tâf ed entrambi i rami del fiume Gwendraeth.
La foce dell'estuario del Towy è sorvegliata dal castello di Llansteffan, un castello normanno del XII secolo.

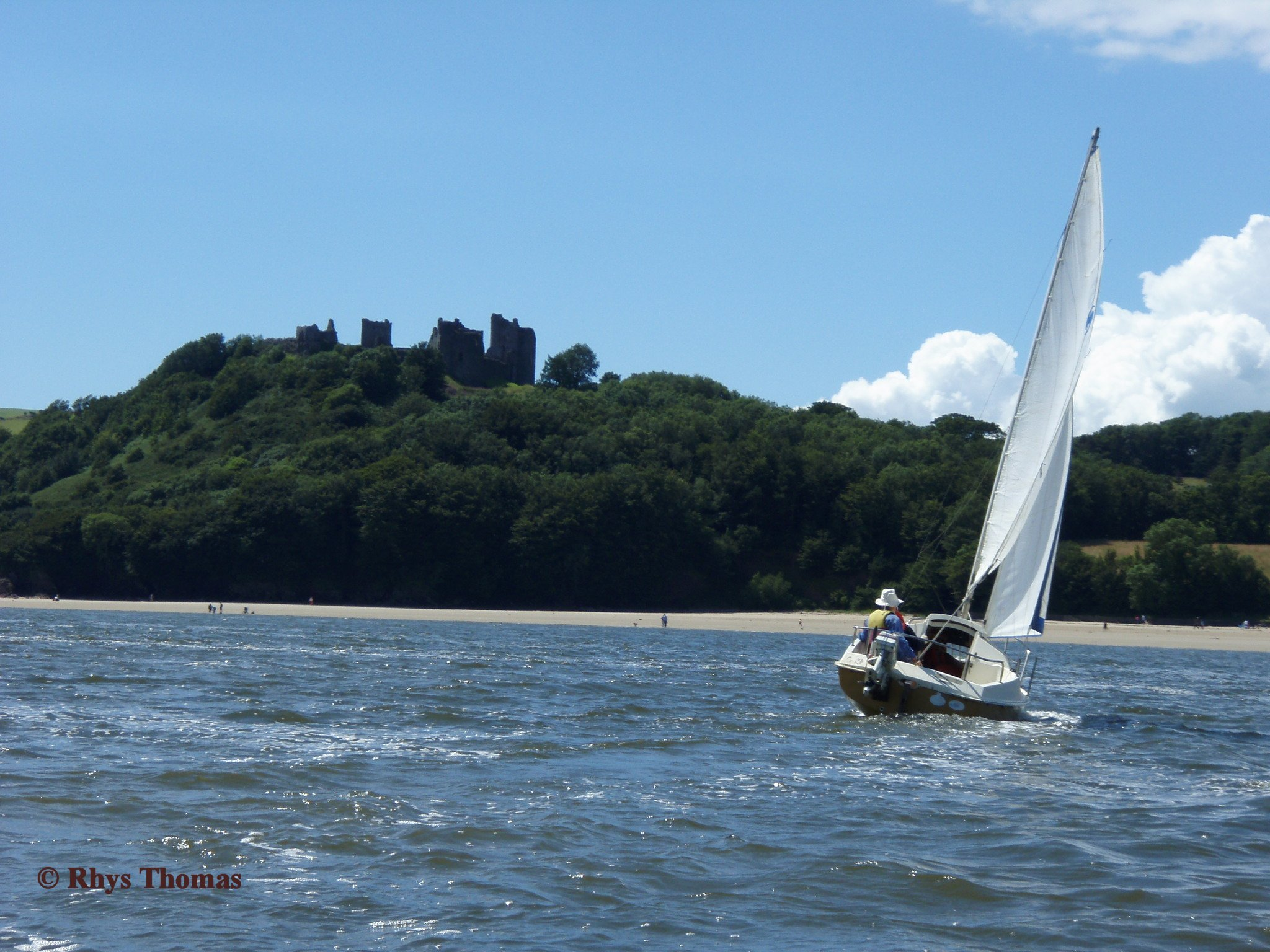
La foce del Towy e il castello di Llansteffan

I principali affluenti del Towy sono i fiumi Cothi, Gwili, Brân e Doethie.